# Steve Beshear
Steven Lynn "Steve" Beshear (født 21. september 1944) er en amerikansk politiker og den 61. guvernør i delstaten Kentucky. Han er medlem af det Demokratiske parti.
I 1968 bestod Beshear sin juraeksamen på University of Kentucky, og året efter bliver han gift med sin nuværende kone. De har i dag 2 sønner og 3 børnebørn.

## Politik
I 1973 kom starten på Steve Beshears politiske karriere da han blev valgt ind i Repræsentanternes Hus i Kentucky. Beshear blev i 1979 valgt til justitsminister (Attorney General) i Kentucky, og i 1983 tiltrådte han som viceguvernør under Guvernør Martha Layne Collins. I 1987 forsøgte Beshear at blive demokraternes kandidat til guvernørvalget, men han tabte primærvalget til Wallace G. Wilkinson, der senere blev valgt som Kentuckys 57. guvernør.
Efter valgnederlaget i 1987 flyttede Beshear til Clark County for at arbejde som advokat hos advokatfirmaet Stites and Harbison i Lexington. I 1996 prøvede han med et politisk comeback, da han udfordrede republikaneren Senator Mitch McConnell om pladsen i USAs senat. Steve Beshear fik 560.012 stemmer mod McConnells 724.794 stemmer, hvilket gjorde det til Mitch McConnells største valgsejr i hans karriere. Efter nederlaget fortsatte Beshear sit arbejde som advokat hos Stites and Harbison.
18. december 2006 annoncerede Steve Besbear at han ville stille op som kandidat til guvernørvalget i Kentucky i 2007. Han vandt primærvalget med 40 % af stemmerne og ved selve guvernørvalget hvor han udfordrede den siddende guvernør Ernie Fletcher, fik Besbear 59 % af stemmerne mod 4 1% til Fletcher. 11. december 2007 blev han taget i ed som Kentuckys 61. guvernør. I 2011 genopstiller han til posten sammen med Louisvilles borgmester Jerry Abramson som ny viceguvernør.
I 2015 overtog republikaneren Matt Bevin embedet som guvernør.